# ノルマンディ (ブランド)
ノルマンディ（仏: Normandy ）は、自転車用ハブのブランド。マイヨールが所有していたが、1990年代、マイヨールがザックスに吸収されたときに消滅した。
マイヨールの上級ハブは、マイヨール、プライオ、もしくはアトムの名で販売され、廉価な製品にノルマンディというブランド名が使われていた。